# Epsilon fujianensis
Epsilon fujianensis är en stekelart som beskrevs av Lee. Epsilon fujianensis ingår i släktet Epsilon och familjen Eumenidae. Inga underarter finns listade i Catalogue of Life.